# Sukamaju (Siantar Marihat)
Sukamaju is een bestuurslaag in het regentschap Pematang Siantar van de provincie Noord-Sumatra, Indonesië. Sukamaju telt 1587 inwoners (volkstelling 2010).